# Anuvong
Anuvong, conosciuto anche come Chao Anu o Chao Anuvong, in lingua lao ເຈົ້າອານຸວົງ, traslitterato in francese Chao Anouvong, salito al trono con il nome regale Setthathirath V (per esteso Samdach Paramanadha Parama Bupati Samdach Brhat Pen Chao Singhadhanuraja e anche Samdach Brhat Parama Bupati Brhat Maha Kashatriya Khatiya Adipati Jayasettha Jatikasuriya Varman) (Vientiane, 1767 – Bangkok, 26 gennaio 1829), è stato l'ultimo monarca del Regno di Vientiane dal 1805 al 1828, nell'odierno Laos.
Salì al trono nel 1805 dopo la morte del suo predecessore, il fratello Inthavong, di cui era stato viceré dal 1795.
È venerato come eroe nazionale dai laotiani per essere stato a capo della guerra d'indipendenza del 1827 contro i siamesi, che avevano assoggettato il regno nel 1779 facendone uno stato vassallo. La rivolta fu soffocata nel sangue dalle truppe di Bangkok, la capitale Vientiane venne rasa al suolo ed il regno fu annesso al Siam. Anuvong fu catturato e portato in catene nella capitale siamese, dove fu esposto al pubblico rinchiuso in una gabbia assieme alla moglie Khamphong. Le terribili torture a cui vennero sottoposti furono tali che entrambi morirono nella notte tra il 25 ed il 26 gennaio del 1829.

## Biografia

### Infanzia
Nato a Vientiane nel 1767, era il quarto figlio di re Bunsan, la madre era una principessa di Nong Bua Lamphu e alla nascita fu chiamato Singhadhanu. Nel 1779, l'esercito siamese del Regno di Thonburi espugnò Vientiane costringendo Bunsan alla fuga sulle montagne. La capitale fu saccheggiata e parte della famiglia reale fu deportata a Thonburi, compreso Anuvong, mentre diverse migliaia di cittadini laotiani furono trasferiti nella città siamese di Saraburi. Costretto al vassallaggio il regno, dopo alcuni mesi le truppe di Thonburi si ritirarono e Bunsan fece ritorno a Vientiane, ma nel novembre del 1781 fu ucciso da emissari siamesi. Poco dopo, re Taksin di Thonburi dispose la scarcerazione di Anandasena, il primogenito di Bunsan, e lo inviò a Vientiane nominandolo nuovo sovrano del regno vassallo con il nome regale Nanthasen, mentre Anuvong rimase in Siam fino al 1795.
Sempre nel 1779, i siamesi avevano conquistato anche i regni di Champasak e di Luang Prabang, che con quello di Vientiane erano nati dalla disgregazione del Regno di Lan Xang all'inizio del XVIII secolo. Nel 1782, una ribellione interna pose fine al Regno di Thonburi ed il potere fu preso dal generale Phraya Chakri, il generale che aveva conquistato Vientiane nel 1779, il quale fu incoronato re con il nome Rama I e fondò nei pressi di Thonburi l'odierna Bangkok, capitale del nuovo Regno di Rattanakosin. Tali eventi non mutarono il rapporto tra il Siam e gli Stati vassalli. In quel periodo, migliaia di laotiani furono impiegati a Bangkok per scavare il fossato attorno all'isola di Rattanakosin, e molti di loro persero la vita per le dure condizioni di lavoro a cui furono sottoposti.
Durante il regno di Nanthasen si rinnovò il conflitto tra Vientiane e Luang Prabang, come periodicamente accadeva sin dal periodo in cui si era sfaldato il Regno di Lan Xang. La città del nord fu occupata nel 1789 dalle truppe di Vientiane e i membri della locale casa reale furono inviati prigionieri a Bangkok, rei di collaborare in funzione anti-siamese con il Regno di Birmania e con quello di Chiang Hung. Nel 1793, il principe di Luang Prabang Anurut fu rimpatriato e posto sul trono vassallo da Rama I, e si prese la rivincita su Nanthasen rivelando ai siamesi l'alleanza che quest'ultimo stava stringendo con il governatore di Nakhon Phanom e l'imperatore del Vietnam contro Bangkok. Sia il re di Vientiane che il governatore di Nakhon Phanom furono arrestati e deportati a Bangkok, dove Nanthasen morì in prigionia nel 1795.

### Viceré
Dopo la cattura e le deposizione di Nanthasen, Rama I del Siam ne designò successore il fratello Inthavong, che era stato viceré e che venne incoronato il 23 luglio del 1795. Rama I lasciò inoltre libero di tornare in patria Anuvong, che fu nominato dal fratello maggiore primo ministro, viceré e comandante dell'esercito. Dopo un breve conflitto con una vicina municipalità verificatosi all'inizio del regno di Inthavong, l'esercito di Vientiane, comandato da Anuvong, si distinse in diverse campagne al fianco dei siamesi contro i birmani. Significativa fu quella del 1803, che appoggiò Bangkok nella guerra di Lanna e nella riconquista di Chiang Saen, l'ultima mueang di Lanna in mano ai birmani. Inthavong morì a Vientiane, secondo alcune fonti nel 1803, secondo altre nel 1805.

### Ascesa al trono

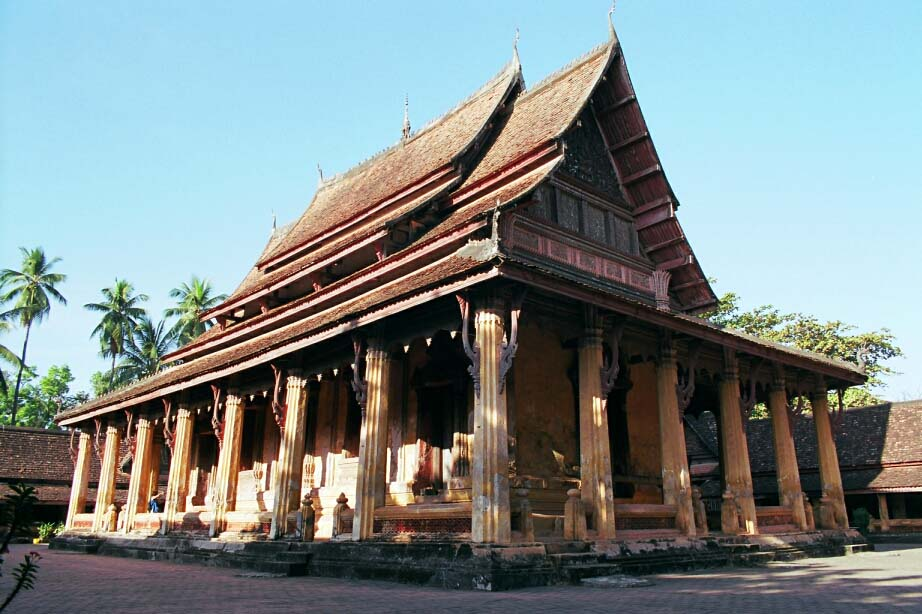
L'aspetto odierno del Wat Si Saket, fatto costruire da Anuvong. Il complesso templare ospitò le truppe siamesi durante l'occupazione di Vientiane, e fu quindi risparmiato dalla distruzione

Anuvong salì al trono il 7 febbraio 1805, e fin dall'inizio si impegnò nell'ammodernamento del regno. Nel 1807 fece costruire il nuovo palazzo reale a Vientiane, nel 1808 fece costruire un ponte sul Mekong vicino al Wat Phra That Phanom, nell'odierna Provincia di Nakhon Phanom, nello stesso anno fece erigere un nuovo wat a Nong Khai, nei pressi di Vientiane. Nel 1812 inaugurò il nuovo monastero del Wat Phra That Phanom e un nuovo ponte sul Mekong vicino a Vientiane. Nel 1816 fece ristrutturare l'Ho Pha Keo di Vientiane.
Nel 1818, Anuvong spedì le truppe a Champasak per domare una rivolta che il locale re Manao non era riuscito a soffocare. L'anno seguente ottenne da Rama II, il quale nel 1809 era succeduto al padre Rama I sul trono siamese, che il proprio figlio Chao Yoh diventasse sovrano di Champasak, dopo che il re Manao era morto a Bangkok. Fu così ristabilita la supremazia di Vientiane sull'ex provincia meridionale. Chao Yo fortificò la città, ne riorganizzò l'amministrazione e nominò viceré Chao Khamphong, nipote di Anuvong. In questa come in altre occasioni, il re di Bangkok manifestò la sua ammirazione per Anuvong, che considerava un prezioso alleato.
Nel 1824, Anuvong fece costruire il Wat Satasahatsaram, l'odierno Wat Si Saket, inaugurato con una solenne cerimonia. Nello stesso periodo morì Rama II, e Anuvong presenziò ai funerali a Bangkok accompagnato da diverse centinaia di dignitari di corte. In tale occasione, il nuovo re Rama III non soddisfò la richiesta di Anuvong di rimpatriare alcuni membri della casa reale laotiana ed altri cittadini di Vientiane che erano stati deportati in passato nel Siam.

### Guerra d'indipendenza
Al ritorno da Bangkok, il re di Vientiane cominciò ad organizzare una guerra d'indipendenza contro il Siam. Riunì i più alti ufficiali ed illustrò i motivi che lo avevano portato a prendere tale decisione. Il suo regno si componeva di ben 79 mueang, mentre giudicò logora l'organizzazione militare di Bangkok, ulteriormente indebolita dalla pressione britannica lungo la frontiera con i sultanati malesi. Valutò anche che le città comprese tra le due capitali non erano abbastanza forti per opporsi all'invasione laotiana e che, in caso di insuccesso, nella ritirata le truppe avrebbero portato con sé i laotiani costretti a vivere in Siam e sarebbero state in grado di eliminare eventuali inseguitori con imboscate tese nei punti più impervi del cammino.
Affidò il comando di un'armata al fratellastro e primo ministro Titsa e incaricò il figlio Chao Yoh, re di Champasak, di radunare quanti più guerrieri gli era possibile a sud, portarli a Vientiane, e di unirsi poi all'esercito di Titsa a Nakhon Ratchasima, situata a metà strada tra Vientiane e Bangkok. Commise poi l'errore di invitare alla guerra di liberazione il re di Luang Prabang Manthaturath, che finse di accettare l'offerta ma fece subito avvisare il re di Bangkok, mettendogli anche a disposizione 5.000 uomini per fronteggiare l'invasione.

#### Spedizione su Bangkok
All'inizio del 1827 partì l'esercito di liberazione, che si radunò e si esercitò a Phan Phao, sulla riva opposta del Mekong rispetto a Vientiane. L'avanguardia composta da 3.000 uomini al comando di Chao Rajavong, figlio del sovrano, a metà febbraio giunse a Nakhon Ratchasima (detta anche Korat), dove furono reperite le scorte alimentari in attesa dell'arrivo del grosso dell'esercito. L'operazione fu favorita dall'assenza del locale sovrano, che con il proprio esercito si era recato alla frontiera cambogiana per sedare una rivolta. Anuvong arrivò alla testa di 8.000 uomini qualche giorno dopo e, senza incontrare opposizione, ordinò l'evacuazione della città ed il trasferimento dei suoi cittadini a Vientiane. Chao Rajavong fu mandato a Saraburi per evacuarne a Vientiane gli abitanti. Nel frattempo, l'armata di Titsa era giunta a Mueang Suwannaphum, nell'odierna Provincia di Roi Et, dove il comandante incontrò un ufficiale siamese e gli svelò i piani di attacco, tradendo così Anuvong allo scopo di impadronirsi del trono.
Mentre il siamese si affrettò a raggiungere Bangkok, l'evacuazione di Nakhon Ratchasima fu portata avanti sconsideratamente. Sulla via di Vientiane, la lunga colonna fece una sosta nella zona di Phimai, durante la quale i laotiani che scortavano gli esodati furono fatti ubriacare e massacrati dai lealisti siamesi. Secondo la tradizione siamese fu Khun Ying Mo, moglie del vice-governatore di Korat, ad organizzare la trappola che permise ai prigionieri di Korat di liberarsi. A guerra conclusa, Khun Ying Mo ricevette da Rama III il titolo Thao Suranari (nobile coraggiosa), ed è tuttora venerata dai thailandesi come eroina nazionale. Intanto era tornato il re di Korat, avvertito dell'invasione, e con le sue truppe tenne impegnato l'esercito laotiano.

#### La ritirata
Chao Rajavong si ricongiunse con l'esercito portando con sé la popolazione evacuata da Saraburi, quando giunse la notizia che da Bangkok era partito un grosso esercito per fronteggiare l'invasione. Fu a questo punto che Anuvong ordinò la ritirata, lasciando alcuni battaglioni a presidiare punti nevralgici e pianificando la battaglia con l'esercito siamese nel territorio a lui più favorevole di Nong Bua Lamphu, dove le sue truppe arrivarono il 23 marzo 1827 e si disposero in attesa del nemico. Non poterono contare sull'appoggio del traditore Titsa, che portò le sue truppe a stazionare nell'odierna Provincia di Udon Thani in attesa degli eventi.
L'agguerrito esercito di Bangkok era partito il 3 marzo e, malgrado la strenua resistenza incontrata, i suoi vari distaccamenti erano riusciti a sconfiggere tutti i battaglioni lasciati indietro da Anuvong. Quando il re lo venne a sapere, affidò il comando di una parte delle truppe a due generali con il compito di tenere Nong Bua Lamphu, e con il resto dell'esercito ripiegò su Vientiane, dove iniziò a prepararsi a respingere l'assedio. Nong Bua Lanphu fu perduta dopo un'accanita battaglia, e i sopravvissuti si rifugiarono nella zona di Nong Khai.

#### La capitolazione di Vientiane e la fuga in Vietnam
Vistosi perduto, Anuvong radunò la propria famiglia e abbandonò la capitale allontanandosi in barca sul Mekong, finendo col rifugiarsi nel Tonchino, nel Vietnam settentrionale, sotto la protezione dell'imperatore Minh Mạng. I siamesi arrivarono in una Vientiane priva di difese qualche giorno dopo e la rasero al suolo, ne incendiarono i palazzi e le mura costringendo i pochi locali rimasti a fuggire per salvarsi. Qualche giorno dopo, Titsa incontrò a Phan Phao il comandante siamese reduce dal saccheggio, il quale gli affidò il compito di radunare i sopravvissuti di Vientiane. Nello stesso luogo si radunarono anche le truppe di Luang Prabang, Chiang Mai, Phrae, Nan e Lamphang, in totale 20.000 uomini che avevano appoggiato i siamesi nel conflitto.
Dopo aver neutralizzato le sacche di resistenza laotiane nella zona di Vientiane, fu reso inoffensivo anche Chao Yoh, figlio di Anuvong e re di Champasak, che con le proprie truppe aveva invano provato ad attaccare l'armata siamese stanziata nelle zone di Sisaket e Ubon Ratchathani. Costretto a cercare rifugio a Champasak, fu vittima di una rivolta guidata da Chao Hui, il quale lo fece catturare e lo consegnò al comandante siamese che gli stava dando la caccia.
Aveva così fine il Regno di Vientiane, il suo territorio fu annesso al Siam, Vientiane era diventata un cumulo di macerie ed i suoi abitanti furono deportati in massa in varie città siamesi. Tra i prigionieri figurava anche Titsa, che fu portato a Bangkok. Il ritiro delle truppe siamesi iniziò in luglio; tra i trofei di guerra vi fu anche la sacra statua del Phra Bang, palladio della casa reale laotiana, che per la seconda volta fu sottratto dai siamesi. Le altre statue saccheggiate a Vientiane furono messe in un nuovo wat fatto erigere a Phan Phao, il cui frontone recava un'iscrizione di scherno contro Anuvong. Fu lasciata a Vientiane una guarnigione ed un comandante militare che ebbe l'incarico di governare sui pochi superstiti e avvisare Bangkok su un eventuale ritorno del re fuggitivo.

#### Ritorno a Vientiane
Quando il comandante dell'esercito siamese Phraya Ratcha Suphawadi arrivò a Bangkok, ricevette l'ordine da Rama III di tornare a Vientiane e distruggerla completamente. Giunto a Phan Phao nell'estate del 1828, venne a sapere che contemporaneamente Anuvong era tornato dall'esilio vietnamita con 1.000 uomini al seguito, tra i quali alcuni inviati dell'imperatore vietnamita, e che una delegazione lao-vietnamita chiedeva udienza. Anuvong venne ricevuto con i dignitari vietnamiti presso il quartier generale siamese, dove si scusò per essersi ribellato. Anche i vietnamiti si scusarono per l'apporto dato al re di Vientiane, e l'incontro ebbe termine in maniera cordiale.
Prima di andarsene, Anuvong vide il wat dove erano custodite le statue trafugate e, leggendo la scritta che lo infamava, fu colto da un furore improvviso. Al ritorno a Vientiane, il 2 agosto fece attaccare la guarnigione siamese che presidiava la città composta da 300 uomini, di cui 40 riuscirono a mettersi in salvo e raggiungere Phan Phao. Il generale Phraya Ratcha Suphawadi non disponeva di forze sufficienti per riprendere Vientiane e ordinò il ripiegamento sulla lontana Yasothon. Un battaglione guidato da Chao Rajawong attaccò i siamesi in ottobre, ma fu duramente sconfitto e lasciò la capitale priva di sufficienti difese. Fu allora che i siamesi tornarono a Vientiane, costringendo per la seconda volta alla fuga Anuvong. Molti membri della famiglia reale laotiana, tornati dal Vietnam con il sovrano, non fecero in tempo a fuggire, furono catturati e spediti prigionieri a Bangkok verso fine ottobre.

#### La cattura
Anuvong si rifugiò tra le montagne nella zona di Mueang Phuan, nell'odierna Provincia di Xiangkhoang, dove il locale principe Chao Noi lo fece catturare e lo offrì ai siamesi in cambio della non aggressione dei suoi territori. La caccia a Anuvong fu coadiuvata dai soldati di Luang Prabang e di Nan, che catturarono buona parte della famiglia reale laotiana fuggita con il sovrano. I prigionieri arrivarono il 21 dicembre a Vientiane, da dove furono subito mandati in Siam. Giunti a Saraburi, il re fu rinchiuso in una gabbia e imbarcato sul locale fiume Pa Sak alla volta di Bangkok. Lungo il tragitto, la barca venne fatta fermare davanti ai principali villaggi per dimostrare come era finita la minaccia laotiana.
I prigionieri arrivarono a Bangkok il 15 gennaio 1829 e, rinchiusi in piccole gabbie, furono dati in pasto alla curiosità della popolazione locale, che fu chiamata ad assistere alla fine del sovrano. Anuvong fu sottoposto per diversi giorni ad una serie incredibile di torture finché, nella notte tra il 25 ed il 26 gennaio, lui e la moglie Khamphong morirono per le ferite riportate. Il suo corpo fu allora fissato sulla sommità di un palo e lasciato per qualche tempo in pubblica vista. Pago della vendetta, Rama III ordinò che gli altri membri della famiglia reale laotiana venissero tolti dalle gabbie e detenuti in condizioni normali.

## Eventi successivi
Il tradimento di Chao Noi di Mueang Phuan fu vendicato dall'imperatore del Vietnam, che lo fece arrestare e giustiziare. A partire dal 1834, quando Vietnam e Siam iniziarono un conflitto di lunga durata per il controllo della Cambogia, la deportazione di laotiani nell'Isan raggiunse proporzioni enormi: centinaia di migliaia furono trasferiti da ogni provincia dell'ex Regno di Vientiane in tale territorio, fino ad allora pressoché disabitato, che fu utilizzato dai siamesi come zona cuscinetto tra i due Stati belligeranti. In questa regione, diventata oggi la più popolata della Thailandia, si parla tuttora la lingua isan, che comprende svariati dialetti laotiani.
Anuvong è considerato un eroe nazionale del Laos, a lui è intitolato lo stadio nazionale del Laos, il maggior impianto sportivo del Paese. Nel 2010, nell'ambito delle celebrazioni per i 450 anni di Vientiane capitale, è stato inaugurato in città il Parco Chao Anuvong, dominato da un'imponente statua in bronzo del sovrano.